# Alexander Semjonovs
Alexander Semjonovs (lettiska: Aleksandrs Semjonovs), född 8 juni 1972 i Riga, är en lettisk före detta ishockeyspelare.
Vänsterskytten Semjonovs gjorde entré i svensk hockey då han 1998 kontrakterades av Björklöven, efter två år i danska Vojens. Sedan dess har han även hunnit med att spela för IFK Arboga, Leksands IF och Malmö Redhawks. 
Säsongen 2020–2021 anslöt Semjonovs till Almtuna IS och deras damsatsning som huvudtränare för dam respektive damjunior.
I internationella sammanhang har Semjonovs under många år figurerat i det lettiska landslaget.